# Национално знаме на Англия
Националното знаме на Англия представлява бял фон с кръста на Св. Георги.
Денят на знамето се празнува на 23 април, когато е празникът на Св. Георги .
През 1601 г. знамето на Англия и знамето на Шотландия се обединяват в знамето на Великобритания.